# عیسی عباس
عیسی عباس (انگلیسی: Issah Abass؛ زادهٔ ۲۶ سپتامبر ۱۹۹۸می‌کند.او سابقه بازی در رییکا و شاوش و سپاهان را دارد.
او به مدت نیم فصل برای سپاهان چهار بار  به میدان رفت که دو بار او در جام باشگاه های آسیا در مقابل الهلال بود.
تنها تاثیر گذاری او در دوران حرفه ای اش در سپاهان یک پاس گل در بازی سپاهان هوادار است. 